# Atentado contra la Comandancia General y la Comandancia Militar de Marina de Ceuta de 1975

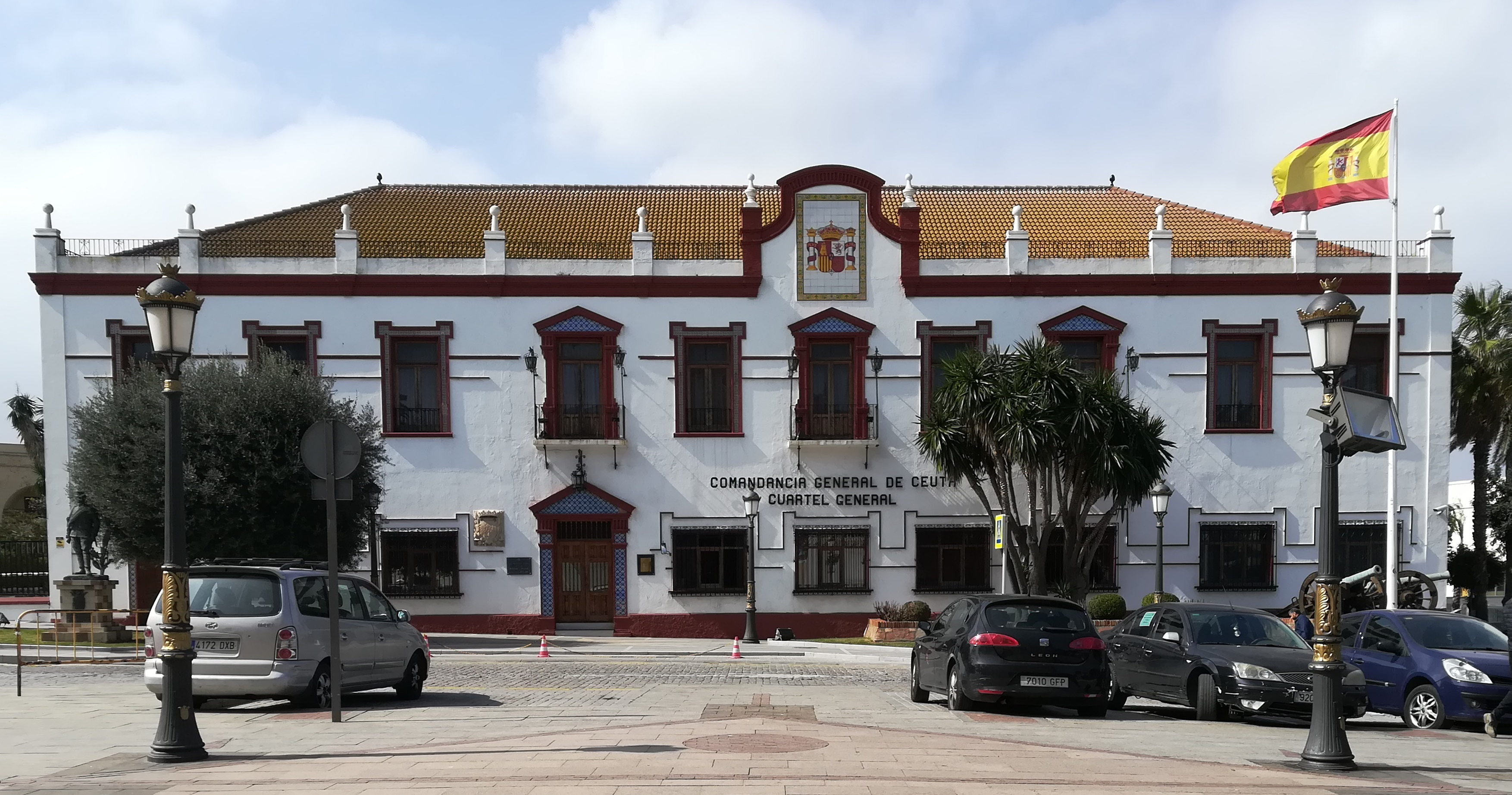
Comandancia General de Ceuta

El atentado contra la Comandancia General y la Comandancia Militar de Marina de Ceuta de 1975  fue un atentado terrorista de autoría desconocida que tuvo lugar el 26 de junio de 1975 en Ceuta, en España.

## Ataque
Tuvo lugar el jueves 26 de junio de 1975, y el ataque consistió en la colocación de dos bombas que estallaron en un intervalo de hora y media. La primera explotó a las tres de la tarde en el aparcamiento del hotel La Muralla, contiguo la Comandancia General de Ceuta. A las cuatro y media explotó otra bomba dentro de la Comandancia Militar de Marina. En esta explosión se vieron afectados dos civiles, carpinteros, falleciendo uno y quedando herido el otro. Ante la explosión el edificio fue apuntalado. Las tropas fueron acuarteladas.

## Víctimas
Falleció en la explosión de la bomba de la Comandancia Militar de Marina Fernando Fernández Moreno, de 26 años y una hija, y profesión carpintero. También resultó herido grave su compañero Luis López Ramírez. Ambos recibieron la medalla de la ciudad de Ceuta. En 2001 a Fernando Fernández le fue concedida la Gran Cruz de la Real Orden de Reconocimiento Civil a las Víctimas del Terrorismo.

## Consecuencias
Ante la inestabilidad política del tardofranquismo, y la perspectiva de la firma en noviembre de ese mismo año del Acuerdo de Madrid sobre el Sahara español, la información sobre el atentado fue controlada por las autoridades. España había advertido formalmente que los ataques marroquíes al Sahara español tendrían consecuencias cuando se produjo este atentado en Ceuta, ciudad amenazada por las pretensiones anexionistas de Marruecos. No hubo detenciones aunque sí interrogatorios a marroquíes. Tanto este caso, como otros dos atentados posteriores en Ceuta (estación de autobuses de 1978 y hotel Ulises de 1979) no fueron resueltos. El día siguiente se produjo una explosión en Melilla en la que fallecieron dos terroristas.